# ایکسته
ایکسته (به هلندی: Eext) یک منطقهٔ مسکونی در هلند است که در آ ان هونزه واقع شده‌است. ایکسته ۱٬۴۳۸ نفر جمعیت دارد.